# CSD Municipal
Club Social y Deportivo Municipal ist ein Fußballverein aus der Hauptstadt von Guatemala, Guatemala-Stadt. Der im Mai 1936 gegründete Verein ist mit 25 Landesmeisterschaften der Rekordmeister Guatemalas und gilt auch als das beliebteste Team des Landes.
1942 gewann Municipal den ersten Meistertitel. Der größte internationale Erfolg war 1974 der Sieg im CONCACAF Champions Cup gegen SV Transvaal aus Suriname. 1995 gelang erneut der Finaleinzug, wobei diesmal aber Deportivo Saprissa aus Costa Rica die Oberhand behielt.
Der Vereinsname (Municipal = Gemeinde) erklärt sich aus der Tatsache, dass die Gründung der „Rojos“ (der Roten) von Arbeitnehmern der Verwaltung von Guatemala-Stadt vorgenommen wurde.
Erzrivale des Vereins ist der Stadtrivale CSD Comunicaciones, gegen den der Clásico Chapín ausgetragen wird.

## Stadion
Seine Heimspiele trägt CSD Municipal im Vielzweckstadion Estadio Mateo Flores aus, das nach dem einheimischen Marathonläufer Doroteo „Mateo“ Flores benannt ist. Das 1950 unter dem Namen Estadio Olímpico mit den Mittelamerika und Karibik-Spielen eröffnete Stadion weist 30.000 Sitzplätze auf. 1973, 1986 und 2001 fanden hier die Juegos Deportivos Centroamericanos , die Mittelamerikanischen Spiele statt.
Bei einem Qualifikationsspiel zur Fußballweltmeisterschaft 1998 im Oktober 1996 ereignete sich aufgrund von Überfüllung eine der größten Stadionkatastrophen der Geschichte. Mindestens 83 Menschen wurden getötet und zahlreiche weitere verletzt.

## Erfolge
- CONCACAF Champions Cup: 1974
- guatemaltekische Fußballmeisterschaft: (25×) 1942, 1947, 1951, 1955, 1964, 1966, 1970, 1973, 1974, 1976, 1987, 1988, 1989/90, 1991/92, 1993/94, 2000 A, 2000 C, 2001, 2002 C, 2003 A, 2004 A, 2005 C, 2005 A, 2006 C, 2006 A

A = Apertura, C = Clausura
- Pokal von Guatemala: (8×) 1960, 1967, 1969, 1994, 1995, 1998, 2003, 2004

## Trainer
- Miguel Brindisi (1987–1988)
- Jan Poštulka (1998–1999)
- Aníbal Ruiz (2013–2014)[2]
- Gustavo Machaín (2015–)[3]

## Bekannte Spieler
- Carlos Toledo
- Julio César Anderson
- Benjamín Monterroso
- Juan Manuel Funes
- Juan Carlos Plata
- Carlos Ruiz
- Guillermo Ramírez